# Sarah Monzani
Sarah Monzani (nascida em 1949) é uma maquiadora de efeitos especiais. O seu trabalho em A Guerra do Fogo (1981), lhe rendeu um Oscar de melhor maquiagem e penteados, bem como o prêmio BAFTA de melhor maquiagem e penteados.